# دی‌یدوتیروزین
دی‌یدوتیروزین (به انگلیسی: Diiodotyrosine) با فرمول شیمیایی C۹H۹I۲NO۳ یک ترکیب شیمیایی با شناسه پاب‌کم ۶۱۸۱ است. که جرم مولی آن ۴۳۲٫۹۸۲ g/mol می‌باشد.
این ماده تعدیل‌کننده آنزیم تیروئید پراکسیداز (که در تولید هورمون‌های تیروئید نقش دارد) است.
تری‌یدوتیرونین هنگامی تشکیل می‌شود که دی‌یدوتیروزین با مونویدوتیروزین (در کلوئید فولیکول تیروئید) ترکیب شود.
دو مولکول آن برای ساختن هورمون تیروئید تیروکسین (T۴ و T۳) ترکیب می‌شوند.